# Monti Ernici
I Monti Ernici sono una breve catena montuosa di origine tettonica del Subappennino laziale, che si estende in direzione est-ovest ed è delimitata a nord dai Monti Cantari e dalla valle dell'Aniene, ad est dalla valle del Liri, a sud ed a ovest dalla Valle del Sacco.

## Descrizione

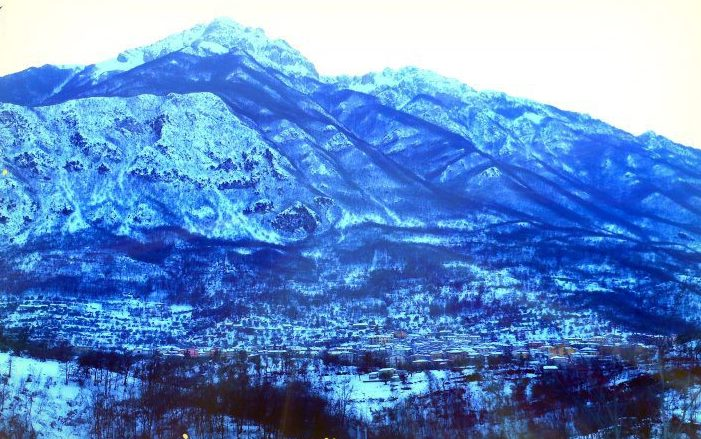
Pizzo Deta

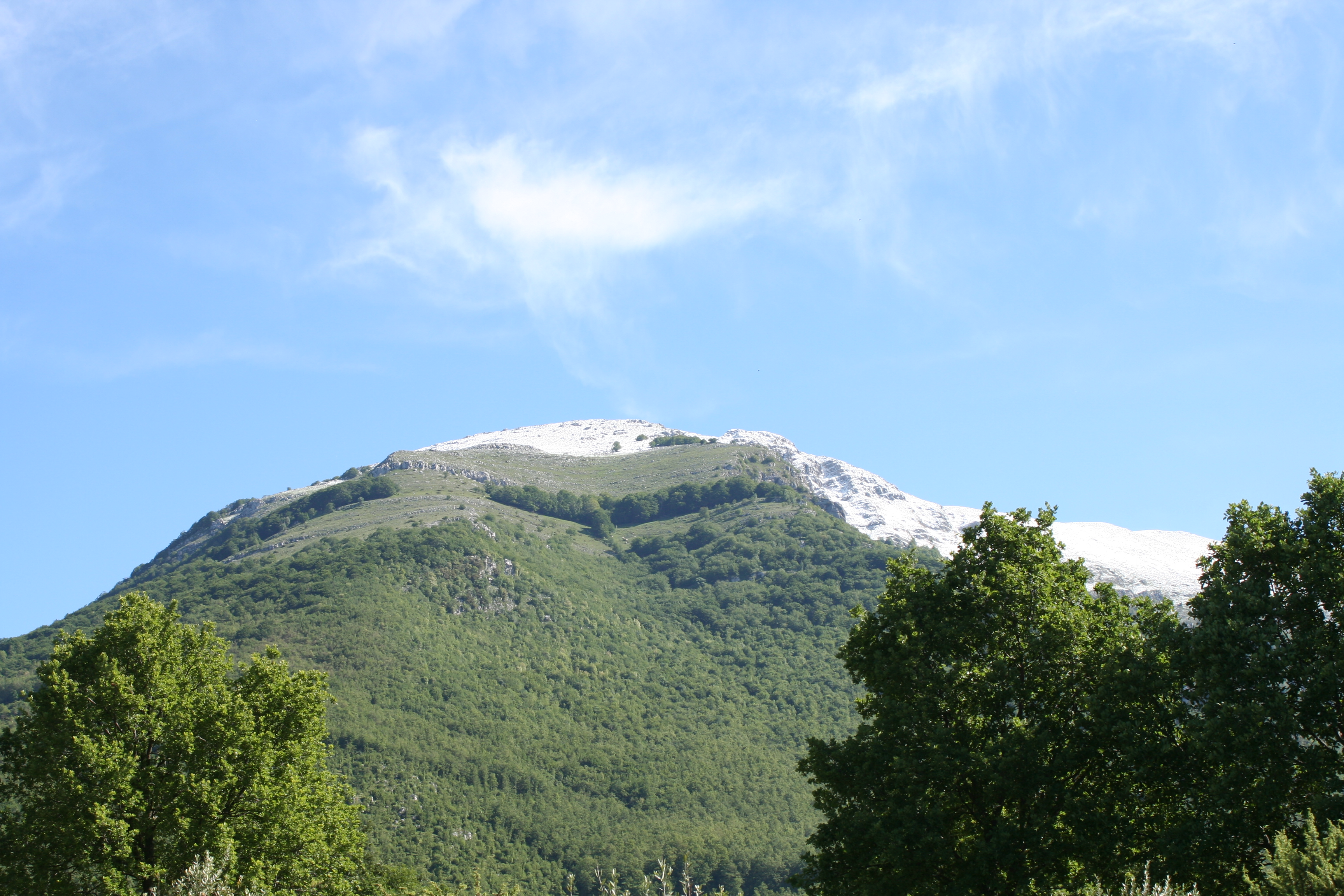
Monte Monna

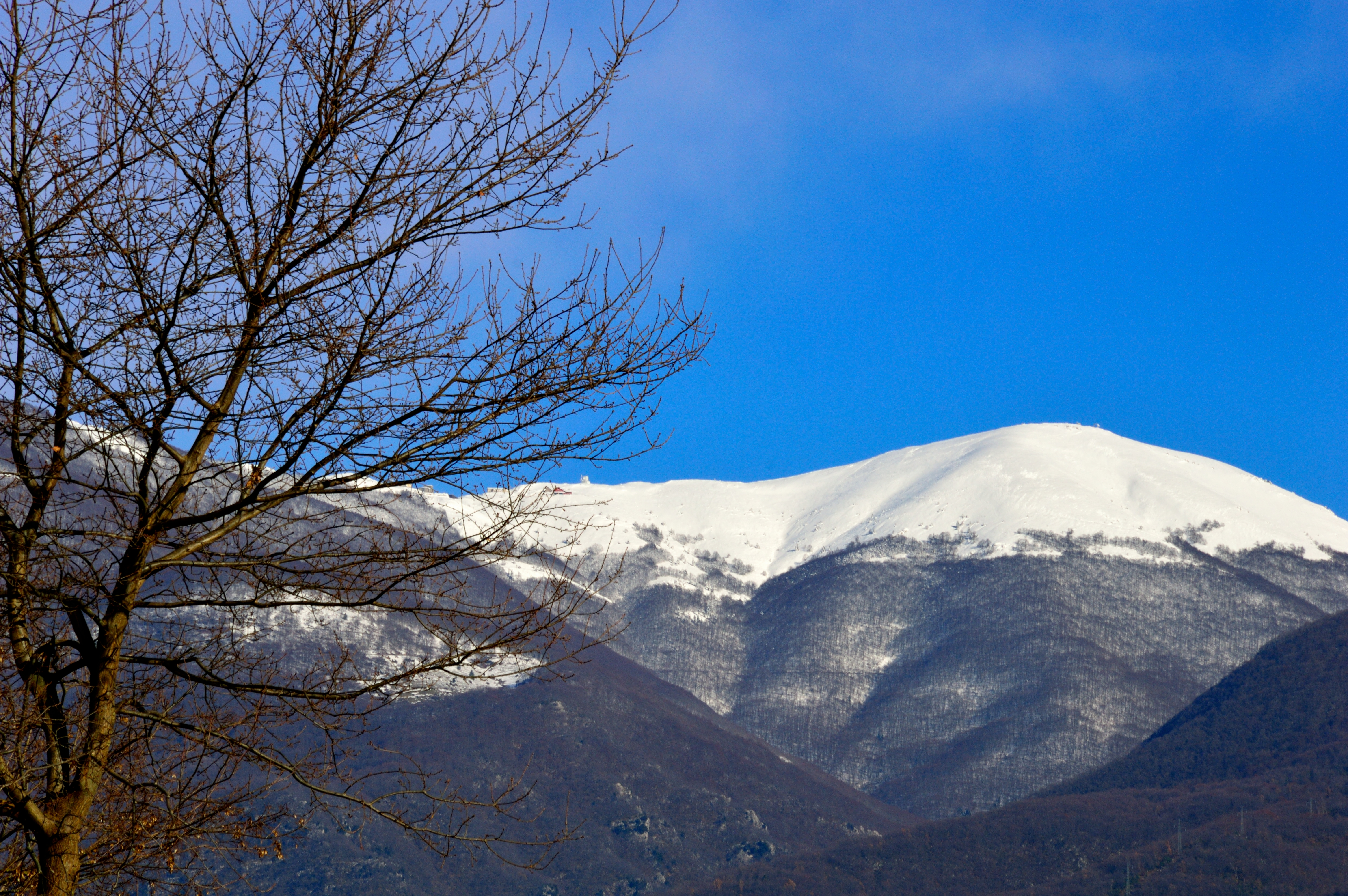
Campocatino

Costituiscono con il loro spartiacque il confine naturale tra il Lazio e l'Abruzzo con versanti conseguentemente esposti ad ovest (più articolati e meno ripidi) e ad est (più diretti e ripidi). Le cime sono alte mediamente 2.000 metri, la più alta è quella del Monte del Passeggio (2.064 m) seguito dal Pizzo Deta (2 041 m), Monte Fragara (2.006 m) e Monte Ginepro (2.004 m) costituenti nel loro insieme il massiccio meridionale (Gruppo Pratelle - Prato di Campoli).
Il massiccio settentrionale (Campocatino - Monna - Rotonaria) si presenta più continuo nei crinali formando un'unica lunga dorsale che da Campocatino (1.800 m) culmina con il Monte Pozzotello (1.995 m), Monte Ortara (1.900 m), Monte Monna (1.952 m), Monte Fanfilli (1.952 m) e Monte Rotonaria (1.750 m). Ad ovest l'ultima cima della catena è considerata il Monte Scalambra, presso Roiate e Serrone. Sul versante orientale abruzzese è posta la riserva naturale di Zompo Lo Schioppo nel territorio del comune di Morino.

### Rilievi principali
- Monte del Passeggio (2.064 m)
- Pizzo Deta (2.041 m)
- Monte Pratillo (2.007 m)
- Monte Fragara (2.006 m)
- Monte Ginepro (2.004 m)
- Monte Pozzotello (1.995 m)
- Monte Monna (1.952 m)
- Monte Fanfilli (1.952 m)
- Monte Ortara (1.900 m)
- Monte Serra Comune (1.870 m)
- Monte Prato (1.805 m)
- Monte Rotonaria (1.750 m)
- Monte Serra Alta (1.710 m)
- Monte la Forchetta (1.656 m)
- Monte l'Acereto (1.576 m)
- Forca Palomba (1.550 m)
- Monte Scalambra (1.420 m)

### Comuni
I Comuni interessati dai Monti Ernici sono:

Versante laziale:

- Alatri
- Acuto
- Anagni
- Boville Ernica
- Castelliri
- Collepardo
- Ferentino
- Fiuggi
- Fumone
- Guarcino
- Monte San Giovanni Campano
- Piglio
- Roiate
- Serrone
- Sora
- Torre Cajetani
- Trivigliano
- Veroli
- Vico nel Lazio

Versante abruzzese:

- Balsorano
- Morino
- San Vincenzo Valle Roveto